# Opius corfuensis
Opius corfuensis är en stekelart som beskrevs av Fischer 1996. Opius corfuensis ingår i släktet Opius och familjen bracksteklar. Inga underarter finns listade i Catalogue of Life.